# Fissidens inaequiretis
Fissidens inaequiretis är en bladmossart som beskrevs av Stone 1989. Fissidens inaequiretis ingår i släktet fickmossor, och familjen Fissidentaceae. Inga underarter finns listade i Catalogue of Life.